# Geórgios Zoitákis
Geórgios Zoitákis (en grec moderne : Γεώργιος Ζωιτάκης), né le 3 mars 1910 à Naupacte et mort le 21 octobre 1996 à Athènes, est un militaire et homme politique grec. Il est régent de Grèce de 1967 à 1972.

## Biographie
Il fait partie avec le colonel Geórgios Papadópoulos du coup d'État d'avril 1967. Après l'exil du roi Constantin II, il devient régent de Grèce le 14 décembre 1967. Le 21 mars 1972, il laisse sa place à Papadópoulos.
En 1974, il est jugé et condamné par la haute cour de justice de son pays pour haute trahison vis-à-vis de la Grèce et de son peuple. Il sort de prison en 1992.